# Élections infranationales russes de 2019
Les élections infranationales russes de 2019 ont presque toutes lieu le 8 septembre 2019 dans plusieurs sujets de la fédération de Russie. Sont ainsi renouvelés les gouverneurs de 19 sujets (16 au scrutin direct et 3 après septembre au scrutin indirect) ainsi que les assemblées de 13 sujets, certains cumulant les deux types de scrutin.

## Contexte
Ces élections se tiennent dans un contexte de grogne sociale et de stagnation économique, en partie due aux sanctions économiques infligées au pays à la suite de l'annexion de la Crimée, tandis que la popularité du parti au pouvoir, Russie Unie, s'effondre à l'été 2018 du fait de l'adoption de la très impopulaire loi relevant l'âge de départ à la retraite. Pour un grand nombre des élections, le vote a lieu en l'absence des principaux candidats de l'opposition, empêchés de se présenter par la Commission électorale. En réaction, d'importantes manifestations pacifiques ont lieu au cours des deux mois précédents le scrutin pour réclamer des élections libres, notamment à Moscou où 50 000 personnes se réunissent le 10 août. Le journaliste Ilya Azar (en), l'avocate Lioubov Sobol et le militant Nikolaï Liaskine, meneurs de la contestation, sont arrêtés et placés en détention préventive pour avoir participé à des « troubles massifs ». La police procède à près de 2 700 arrestations.
De nombreux candidats du parti au pouvoir Russie unie tentent en conséquence de se distancer de leurs partis en se présentant officiellement en tant qu'indépendants.

## Synthèse

Élections de 2019 dans les sujets de Russie :
Gouvernorales
Gouvernorales et législatives
Législatives

### Gouvernorales
| Sujet              | Type           | Pages          | Gouverneur sortant | Gouverneur sortant   | Parti          | Gouverneur élu | Gouverneur élu       | Parti          |
| Scrutin direct     | Scrutin direct | Scrutin direct | Scrutin direct     | Scrutin direct       | Scrutin direct | Scrutin direct | Scrutin direct       | Scrutin direct |
| ------------------ | -------------- | -------------- | ------------------ | -------------------- | -------------- | -------------- | -------------------- | -------------- |
| Saint-Pétersbourg  | Ville fédérale | 8 septembre    |                    | Alexandre Beglov     | Russie unie    |                | Alexandre Beglov     | Russie unie    |
| Altaï              | République     | 8 septembre    |                    | Oleg Khorokhordine   | Russie unie    |                | Oleg Khorokhordine   | Russie unie    |
| Bachkirie          | République     | 8 septembre    |                    | Radi Khabirov        | Russie unie    |                | Radi Khabirov        | Russie unie    |
| Kalmoukie          | République     | 8 septembre    |                    | Batou Khasikov       | Russie unie    |                | Batou Khasikov       | Russie unie    |
| Transbaïkalie      | Kraï           | 8 septembre    |                    | Alexander Ossipov    | Russie unie    |                | Alexander Osipov     | Russie unie    |
| Stavropol          | Kraï           | 8 septembre    |                    | Vladimir Vladimirov  | Russie unie    |                | Vladimir Vladimirov  | Russie unie    |
| Lipetsk            | Oblast         | 8 septembre    |                    | Igor Artamonov       | Russie unie    |                | Igor Artamonov       | Russie unie    |
| Astrakhan          | Oblast         | 8 septembre    |                    | Igor Babouchkine     | Russie unie    |                | Igor Babouchkine     | Russie unie    |
| Sakhaline          | Oblast         | 8 septembre    |                    | Valery Limarenko     | Russie unie    |                | Valery Limarenko     | Russie unie    |
| Kourgan            | Oblast         | 8 septembre    |                    | Vadim Shumkov        | Russie unie    |                | Vadim Shumkov        | Russie unie    |
| Koursk             | Oblast         | 8 septembre    |                    | Roman Starovoït      | Russie unie    |                | Roman Starovoït      | Russie unie    |
| Tcheliabinsk       | Oblast         | 8 septembre    |                    | Alexey Texler        | Russie unie    |                | Alexey Texler        | Russie unie    |
| Orenbourg          | Oblast         | 8 septembre    |                    | Denis Pasler         | Russie unie    |                | Denis Pasler         | Russie unie    |
| Mourmansk          | Oblast         | 8 septembre    |                    | Andreï Tchibis       | Russie unie    |                | Andreï Tchibis       | Russie unie    |
| Volgograd          | Oblast         | 8 septembre    |                    | Andrey Bocharov      | Russie unie    |                | Andrey Bocharov      | Russie unie    |
| Vologda            | Oblast         | 8 septembre    |                    | Oleg Kuvshinnikov    | Russie unie    |                | Oleg Kuvshinnikov    | Russie unie    |
| Scrutin indirect   |                |                |                    |                      |                |                |                      |                |
| Ingouchie          | République     | 8 septembre    |                    | Mahmud-Ali Kalimatov | Russie unie    |                | Mahmud-Ali Kalimatov | Russie Unie    |
| Crimée             | République     | 20 septembre   |                    | Sergueï Aksionov     | Russie unie    |                | Sergueï Aksionov     | Russie unie    |
| Kabardino-Balkarie | République     | 3 octobre      |                    | Iouri Kokov          | Russie unie    |                | Iouri Kokov          | Russie unie    |

### Législatives
| Sujet                    | Type           | Pages       | Sièges | Système électoral                         | Résultats | Résultats |
| ------------------------ | -------------- | ----------- | ------ | ----------------------------------------- | --------- | --- |
| Moscou                   | Ville fédérale | 8 septembre | 45     | Majoritaire intégral                      |           | Russie unie : 25 sièges Parti communiste : 13 sièges Iabloko : 4 sièges Russie juste : 3 sièges |
| Sébastopol               | Ville fédérale | 8 septembre | 24     | Mixte : 16 proportionnels 8 majoritaires  |           | Russie unie : 16 sièges Parti communiste : 3 sièges Parti libéral-démocrate : 3 sièges Russie juste : 1 sièges Parti russe des retraités : 1 sièges                                                    |
| Altaï                    | République     | 8 septembre | 41     | Mixte : 11 proportionnels 30 majoritaires |           | Russie unie : 26 sièges Parti communiste : 7 sièges Indépendants : 4 sièges Rodina : 1 siège Russie juste : 1 siège Parti des entrepreneurs : 1 siège Parti libéral-démocrate : 1 siège                |
| Crimée                   | République     | 8 septembre | 75     | Mixte : 50 proportionnels 25 majoritaires |           | Russie unie : 60 sièges Parti libéral-démocrate : 10 sièges Parti communiste : 5 sièges |
| Kabardino-Balkarie       | République     | 8 septembre | 70     | Proportionnelle intégrale                 |           | Russie unie : 50 sièges Parti communiste : 9 sièges Russie juste : 7 sièges Les Verts : 2 sièges Parti libéral-démocrate : 2 sièges                                                                    |
| Karatchaïévo-Tcherkessie | République     | 8 septembre | 50     | Proportionnelle intégrale                 |           | Russie unie : 34 sièges Parti communiste : 6 sièges Patriotes de Russie : 3 sièges Russie juste : 3 sièges Plateforme civique : 2 sièges Parti libéral-démocrate : 2 sièges                            |
| Maris                    | République     | 8 septembre | 52     | Mixte : 13 proportionnels 39 majoritaires |           | Russie unie : 32 sièges Parti communiste : 9 sièges Indépendants : 4 sièges Parti libéral-démocrate : 3 sièges Russie juste : 3 sièges                                                                 |
| Tatarstan                | République     | 8 septembre | 100    | Mixte : 50 proportionnels 50 majoritaires |           | Russie unie : 82 sièges Tatarstan — Nouvel Âge : 8 sièges Parti communiste : 6 sièges Indépendants : 1 siège Russie juste : 1 siège Parti de la croissance : 1 siège Parti libéral-démocrate : 1 siège |
| Touva                    | République     | 8 septembre | 32     | Mixte : 16 proportionnels 16 majoritaires |           | Russie unie : 30 sièges Parti libéral-démocrate : 2 sièges |
| Khabarovsk               | Kraï           | 8 septembre | 36     | Mixte : 12 proportionnels 24 majoritaires |           | Parti libéral-démocrate : 26 sièges Russie unie : 6 sièges Parti communiste : 3 sièges [ 13 ] Iabloko : 1 siège [ 14 ]                                                                                 |
| Briansk                  | Oblast         | 8 septembre | 60     | Mixte : 30 proportionnels 30 majoritaires |           | Russie unie : 48 sièges Parti libéral-démocrate : 5 sièges Parti communiste : 5 sièges Indépendants : 1 siège Russie juste : 1 siège                                                                   |
| Volgograd                | Oblast         | 8 septembre | 38     | Mixte : 19 proportionnels 19 majoritaires |           | Russie unie : 28 sièges Parti communiste : 5 sièges Parti libéral-démocrate : 2 sièges Russie juste : 2 sièges RPPSS : 1 siège                                                                         |
| Toula                    | Oblast         | 8 septembre | 38     | Mixte : 12 proportionnels 24 majoritaires |           | Russie unie : 27 sièges Parti communiste : 2 sièges Parti libéral-démocrate : 2 sièges Russie juste : 2 sièges RPPSS : 1 siège Communistes de Russie : 1 siège Parti de la croissance : 1 siège        |

### Municipales
Les trois villes russes d'importance fédérale disposent d'un territoire étendu en dehors des limites urbaines. Les citoyens participent à des élections législatives ainsi qu'à des municipales distinctes. Des élections municipales sont organisées dans 21 autres sujets, dont à Tcheliabinsk où elles ont lieu au scrutin indirect.
| Sujet             | Type           | Pages       | Sièges | Système électoral    | Résultats |
| ----------------- | -------------- | ----------- | ------ | -------------------- | --------- |
| Saint-Pétersbourg | Ville fédérale | 8 septembre | 1525   | Majoritaire intégral |           |

## Législatives partielles

### Douma d’État
| Circonscription | Page        | Député sortant | Député sortant       | Parti                   | Vacance                                           | Vacance           | Député élu | Député élu     | Parti                   |
| Circonscription | Page        | Député sortant | Député sortant       | Parti                   | Cause                                             | Date              | Député élu | Député élu     | Parti                   |
| --------------- | ----------- | -------------- | -------------------- | ----------------------- | ------------------------------------------------- | ----------------- | ---------- | -------------- | ----------------------- |
| Novgorod        | 8 septembre |                | Alexandre Korovnikov | Russie unie             | Décès                                             | 10 août 2018      |            | Yury Bobryshev | Russie unie             |
| Komsomolsk      | 8 septembre |                | Sergueï Fourgal      | Parti libéral-démocrate | Élu gouverneur du Kraï de Khabarovsk              | 27 septembre 2018 |            | Ivan Piliaïev  | Parti libéral-démocrate |
| Serov           | 8 septembre |                | Sergueï Bidonko      | Russie unie             | Décès                                             | 10 janvier 2019   |            | Anton Shipulin | Russie unie             |
| Orel            | 8 septembre |                | Nikolaï Kovaliov     | Russie unie             | Devient vice-gouverneur de l'Oblast de Sverdlovsk | 5 avril 2019      |            | Olga Pilipenko | Russie unie             |

## Municipales

### Maïorale
| Ville                                 | Titulaire | Titulaire            | Statut | Élection précédente | Résultats |
| ------------------------------------- | --------- | -------------------- | ------ | ------------------- | --- |
| Novossibirsk (Oblast de Novossibirsk) |           | Anatoly Lokot (KPRF) | Réélu  | 2014 : 43,75 %      | - Anatoly Lokot (KPRF) 50,25 % - Sergueï Boïko (Indépendant) 18,56 % - Ievgueni Lebedev (LPDR) 9,35 % - Autres |